# Bopyrella malensis
Bopyrella malensis är en kräftdjursart som beskrevs av M. Bourdon 1980. Bopyrella malensis ingår i släktet Bopyrella och familjen Bopyridae. Inga underarter finns listade i Catalogue of Life.